# Дриль, Дмитрий Андреевич
Дмитрий Андреевич Дриль (1846—1910) — российский криминолог, магистр права, общепризнанный глава русской ветви уголовно-антропологической школы.

## Биография
Родился 14 марта 1846 года. О детских и юношеских годах жизни Дмитрия Андреевича сохранилось очень мало воспоминаний. Известно, что он родился в семье потомственных дворян, отдаленные предки которых вышли некогда из Малороссии. Бабка по отцу была пленной турчанкой, а мать Дриля, в девичестве Загоскина, приходилась родной племянницей знаменитому создателю русского исторического романа. Семья владела несколькими небольшими поместьями в Тульской и Рязанской губерниях, но к числу рачительных хозяев не относилась, и состояние постепенно таяло.
В 1868 году Дриль поступил на юридический факультет Московского университета. Окончив в 1873 году курс в Московском университете, где слушал лекции на юридическом и медицинском факультетах, стал готовиться к занятию кафедры уголовного права. Отрицательное отношение к нему главы министерства народного просвещения графа Д. А. Толстого, заставившее его временно заняться земской статистикой, сменилось в министерство А. А. Сабурова заграничной командировкой, результатом которой явилась магистерская диссертация «Малолетние преступники». Новизна и широкая самостоятельность взглядов Дриля на условия и причины детской и отроческой преступности вызвали скептическое отношение к этой диссертации юридического факультета Московского университета, отклонившего рассмотрение её под предлогом её медицинского содержания. За ту же книгу, после блестящего диспута, Дриль получил в 1884 году степень магистра от Харьковского университета, где ему, через своего учителя Л. Е. Владимирова, помог устроиться М. М. Ковалевский. В этом же году он избран был преподавателем уголовного процесса в Московском университете, но чтения лекций не мог начать из-за опасения министерства, что его доктрина не может быть основой учебного курса высшей школы, так как сводится к отрицанию карательной власти государства.
Дриль сначала занимался земской статистикой, потом получил место податного инспектора в Москве, перейдя в 1881 году на пост юрисконсульта Министерства юстиции. В 1892 году перешёл в Петербург в качестве старшего податного инспектора для ревизионных поездок и участия в различных комиссиях по обсуждению вопросов о промысловом обложении. Безуспешность его работ по этой части, в смысле введения в жизнь начал подоходного налога, склонила его к переходу в министерство юстиции на должность чиновника особых поручений V класса, состоя в которой, он был неоднократно командирован на различные международные конгрессы по вопросам уголовной политики и общественного призрения, а также совершил поездку в Новую Каледонию, на Сахалин и в Сибирь с целью ознакомления на местах с организацией ссылки и каторжных тюрем.
В 1897 году он назначается руководителем управления воспитательно-исправительных учреждений («колониями для малолетних преступников»), на ниве которого сделал много полезного в организации этих учреждений по всей стране.
Д. А. Дриль возглавлял Товарищество борьбы с жилищной нуждой в Санкт-Петербурге. По его инициативе в 1903 году началось строительство Гаванского рабочего городка — целого жилого комплекса в Гавани Санкт-Петербурга, главной целью которого было создание «гигиенических, рационально устроенных жилищ для бедного населения» и доступных «учреждений, способствующих улучшению быта <…> каковы столовые, читальни, детские сады и т. п.» .
Дмитрий Андреевич Дриль скончался 1 (14) ноября 1910 года в Санкт-Петербурге. Вскоре в его честь переименовали Гаванский рабочий городок на Васильевском острове, изваяли и установили в лекционном зале бюст (не сохранился). В 1900-х годах на доме № 47 по Гаванской улице установили мраморную доску.

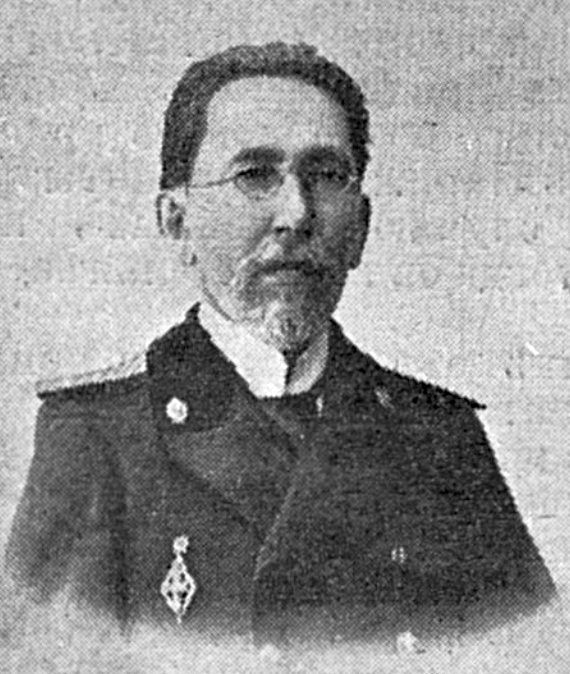
Дмитрий Андреевич Дриль

## Научная деятельность
В 1888 году Дриль напечатал работу по общей психологии преступности, а в 1890 году — книгу под загл.: «Психофизические типы». Кроме целого ряда статей в «Юридическом Вестнике», Дриль печатал статьи публицистического характера в «Русской Мысли», «Вестнике Воспитания», «Критическом Обозрении» и сотрудничал в газетах: «Русский Курьер», «Московский Телеграф», «Земство», «Русские Ведомости». Во всех своих научных трудах Дриль являлся решительным противником «классической школы» уголовного права, признавая, что преступность есть выражение врожденных и приобретенных аномалий в душевной организации и нервной системе преступника, которого поэтому следует больше лечить, чем карать.
Самую сильную поддержку своим позитивистским стремлениям изучать конкретную личность преступника Дриль обнаружил в новой уголовно-антропологической школе, создатель которой Ч. Ломброзо в 1871—1876 годы опубликовал журнальный вариант своего основополагающего труда «Преступный человек».
В 1893 году А. П. Чехов стал печатать отдельные главы своего путешествия-исследования «Остров Сахалин» в «Русской мысли». Критический пафос бытовых зарисовок Чехова вызвал большой резонанс в обществе. Министерство юстиции направило некоторых своих чиновников для проверок состояния дел, в 1896 году на Сахалин был командирован и Дриль. Через два года он публикует своеобразный отчет о поездке «Ссылка и каторга в России» в «Журнале министерства юстиции».

## Основные труды
- Преступность и преступники : (Уголов.-психол. этюды). — СПб.: Я. Канторович, 1895. — [8], 295 с. — (Юридическая библиотека; № 5).
- Ссылка и каторга в России: Из личных наблюдений во время поездки в Приамурский край и Сибирь. Остров Сахалин /Д. А. Дриль. // ЖМЮ: 1898. Оттиск: № 3. Март — № 4.Апрель; Оттиск: № 5. Май — № 6.Июнь.
- Ссылка во Франции и России (Из личных наблюдений во время поездки в Новую Каледонию, на о. Сахалин, в Приамурский край и Сибирь). — СПб.: Изд. Л. Ф. Пантелеева, 1899. — 174 с.
- Некоторые из причин массового алкоголизма и вопрос о средствах борьбы с ним: (доклад, читанный в коммиссии по вопросу об алкоголизме 24 октября 1898 года)
- О мерах борьбы с преступностью несовершеннолетних. — СПб.: Сенат. тип., 1908. — 19 с.
- Учение о преступности и мерах борьбы с нею / Вступ. ст.: В. М. Бехтерев, акад., М.Ковалевский, проф., А. Ф. Кони, акад., М. Слобожанин. — СПб.: Шиповник, 1912. — 702 с.
- Уголовная социология. Фрагменты работ разных лет // Журнал социологии и социальной антропологии. — 2002. — № 4. — С. 32—39.